# Triodontidae
Triodontidae é uma família de peixes tetraodontiformes, actualmente monotípica, tendo como única espécie extante Triodon macropterus. O registo fóssil permitiu identificar a existência de outros membros desta família, actualmente considerados extintos, com o registo mais antigo a datar do Eoceno.

## Descrição
A única espécie extante da família atinge cerca de 48 cm de comprimento máximo e tem a sua distribuição natural restrita às águas tropicais e subtropicais do Índico e do oeste do Pacífico.
Os únicos taxa extantes sºao:
- Triodon (Cuvier, 1829) [3]
  - Triodon macropterus (Lesson, 1831)[4][5][6][7][8][9][10]